# Aphaenogaster opposita
Aphaenogaster opposita is een mierensoort uit de onderfamilie van de Myrmicinae. De wetenschappelijke naam van de soort is voor het eerst geldig gepubliceerd in 1836 door Say.